# Zucchabar
Zucchabar (łac. Diocesis Zucchabaritanus) – stolica historycznej diecezji w Cesarstwie Rzymskim w prowincji Mauretania Cezarensis, zlikwidowana w VII w. podczas ekspansji islamskiej. Zucchabar był starożytnym miastem w rzymskiej prowincji, utworzonym jako rzymska kolonia (Colonia Iulia Augusta Zucchabar) za czasów Augusta. Współcześnie w północnej Algierii (obecnie Miliana). Obecnie katolickie biskupstwo tytularne.

## Biskupi tytularni
| Lp. | Biskup             | Funkcja                                 | Od                | Do               |
| --- | ------------------ | --------------------------------------- | ----------------- | ---------------- |
| 1   | Nicolas Kinsch     | emerytowany arcybiskup Kisangani (Zair) | 26 września 1967  | 15 kwietnia 1971 |
| 2   | John Anthony Kelly | biskup pomocniczy Melbourne (Australia) | 16 listopada 1972 | 24 lipca 1987    |
| 3   | João Maria Messi   | biskup pomocniczy Aracajú (Brazylia)    | 15 czerwca 1988   | 22 marca 1995    |
| 4   | Theotonius Gomes   | biskup pomocniczy Dhaki (Bangladesz)    | 23 lutego 1996    |                  |